# Lützowplatz
La Lützowplatz est une place publique, du centre-ville et du jardin avec un trafic relativement élevé dans le quartier berlinois de Tiergarten dans l'arrondissement de Mitte.

## Position
La Lützowplatz est située sur le canal de la Landwehr, au sud du Lützowufer. Les rues suivantes rejoignent la place ici :
- Au nord-est, la Lützowufer et la Lützowstraße,
- au sud-est la Karl-Heinrich-Ulrichs-Straße,
- au sud-ouest, la Schillstraße au sud et
- Wichmannstraße également à l'ouest
- au nord-ouest, la Klingelhöferstraße sur le pont d'Hercule (de).

La Schillstraße sur la place est également rebaptisée Lützowplatz le 8 septembre 1929.
La Lützowplatz se trouve sur l'axe allant de la Winterfeldtplatz avec l'église Saint-Matthias en passant par la Nollendorfplatz jusqu'au Großer Stern avec la colonne de la Victoire. Au nord, le triangle du Tiergarten (de) et les archives du Bauhaus bordent la Lützowplatz, qui se trouve dans le quartier du code postal 10785 est localisé. La zone autour de la Lützowplatz est également connue sous le nom de Lützowviertel

## Développement
Hormis un petit bâtiment technique, la zone carrée actuelle est non aménagée et plantée d'une grande pelouse, d'arbres et d'arbustes. Quelques sentiers pavés permettent de traverser la place. Il y a une aire de jeux, la circulation automobile est dirigée autour de la place. Une rue adjacente s'appelle Lützowplatz, où se trouvent de nombreux bâtiments plus grands. L'actuel Grand Hôtel Esplanade borde la Lützowplatz à l'extrême nord-est. Les côtés est, sud et ouest sont construits selon une méthode de construction fermée. Les maisons des Lützowplatz 5 et 7 ainsi que le bâtiment de ce qui est alors l'Office statistique du Reich (de) sur le Lützowufer 6-8 voisin sont construits au milieu des années 1870 par l'architecte et responsable du bâtiment Wilhelm Neumann (de). Il vit lui-même au numéro de la maison 7.
À l'Est se trouvent des bâtiments commerciaux et des bâtiments résidentiels, dont la maison de la Lützowplatz (de) de 1873 et le bâtiment de la Stiftung Warentest construit par l'architecte Friedrich Wilhelm Kraemer (de) en 1965, qui est initialement utilisé comme bâtiment administratif du Preussag. Il existe également des bâtiments résidentiels des architectes Axel Schultes, Mario Botta et Modersohn & Freiesleben (de).

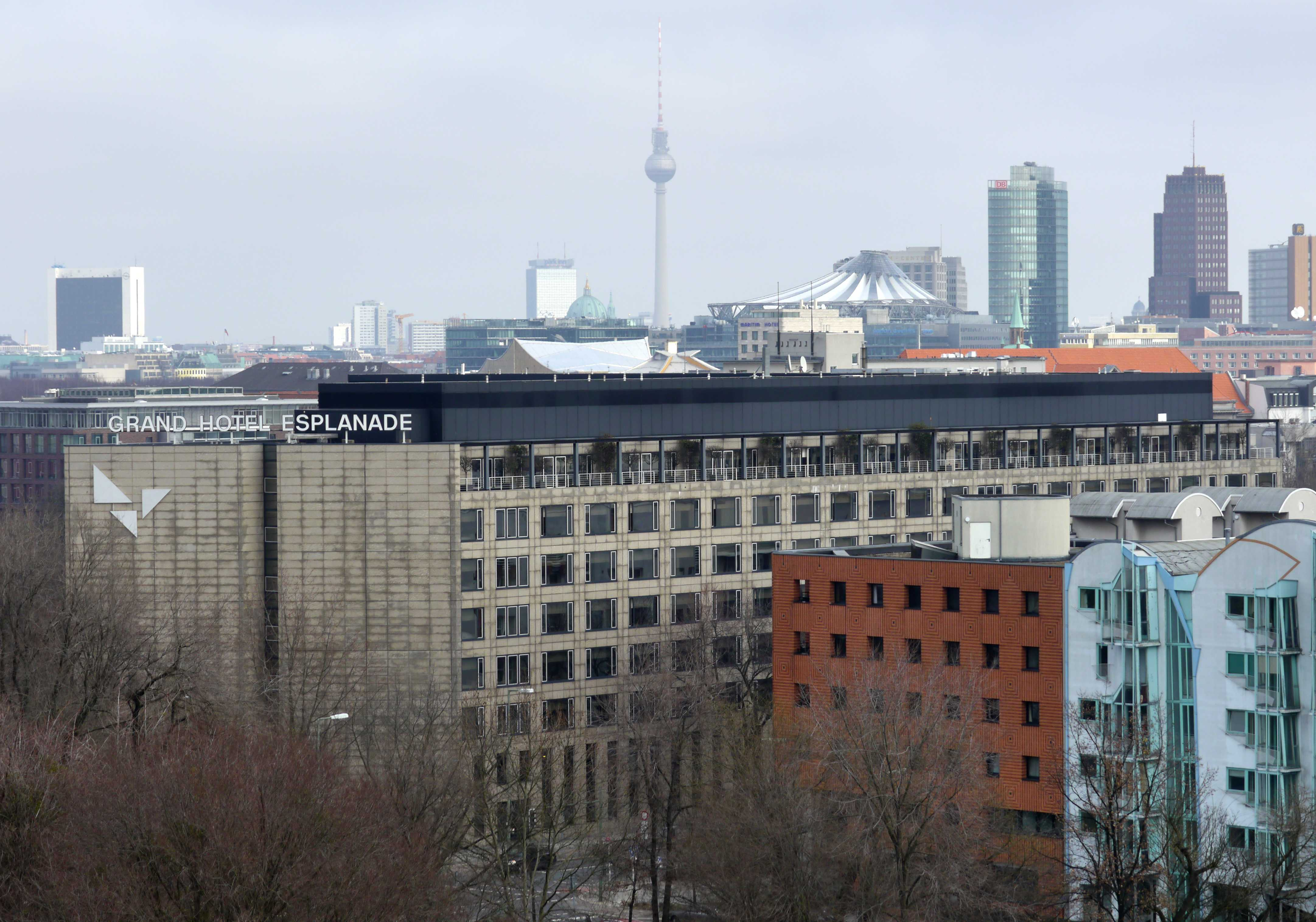
Grand Hôtel Esplanade vu du sud-ouest
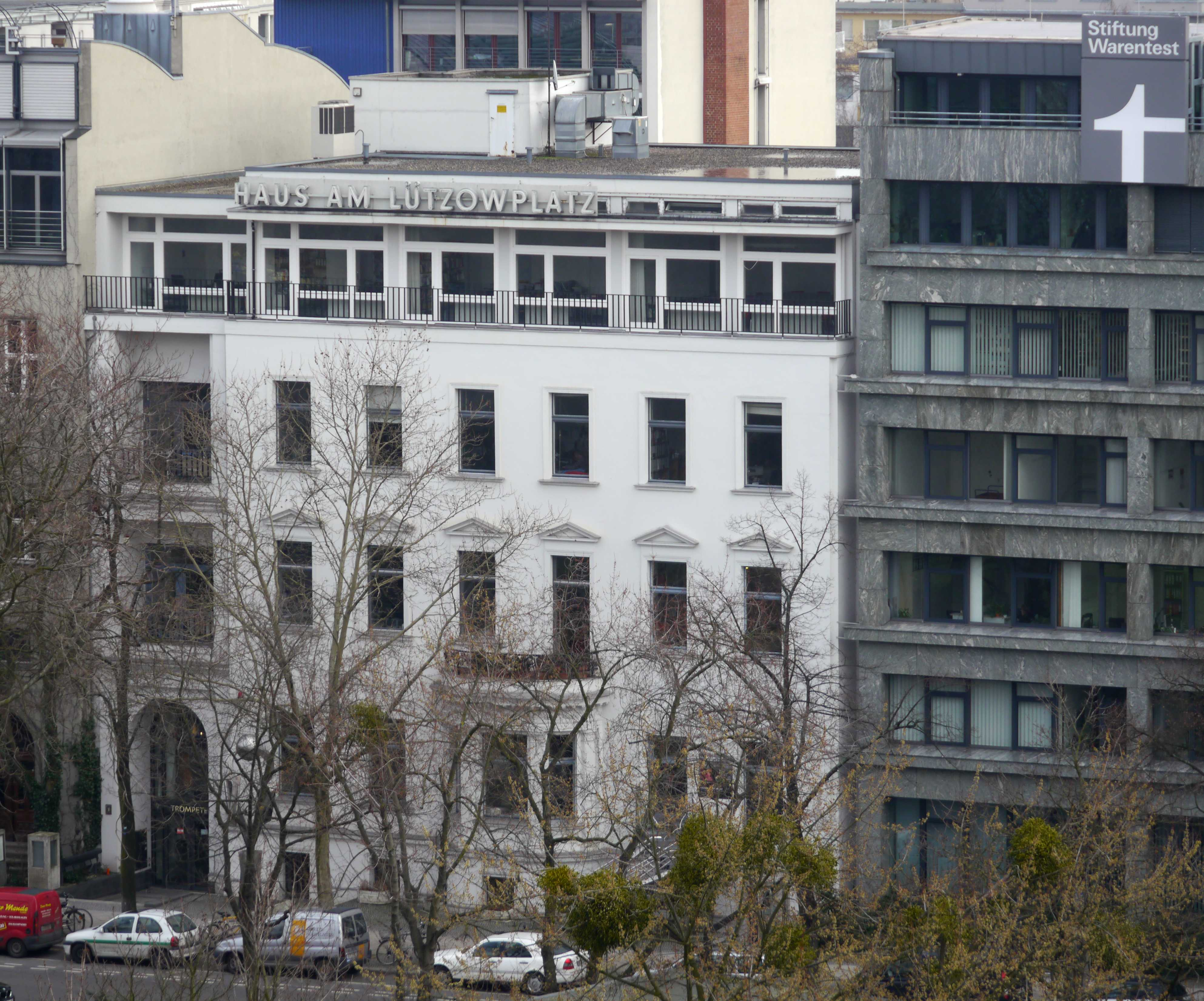
Lützowplatz 9 (maison de la Lützowplatz (de))
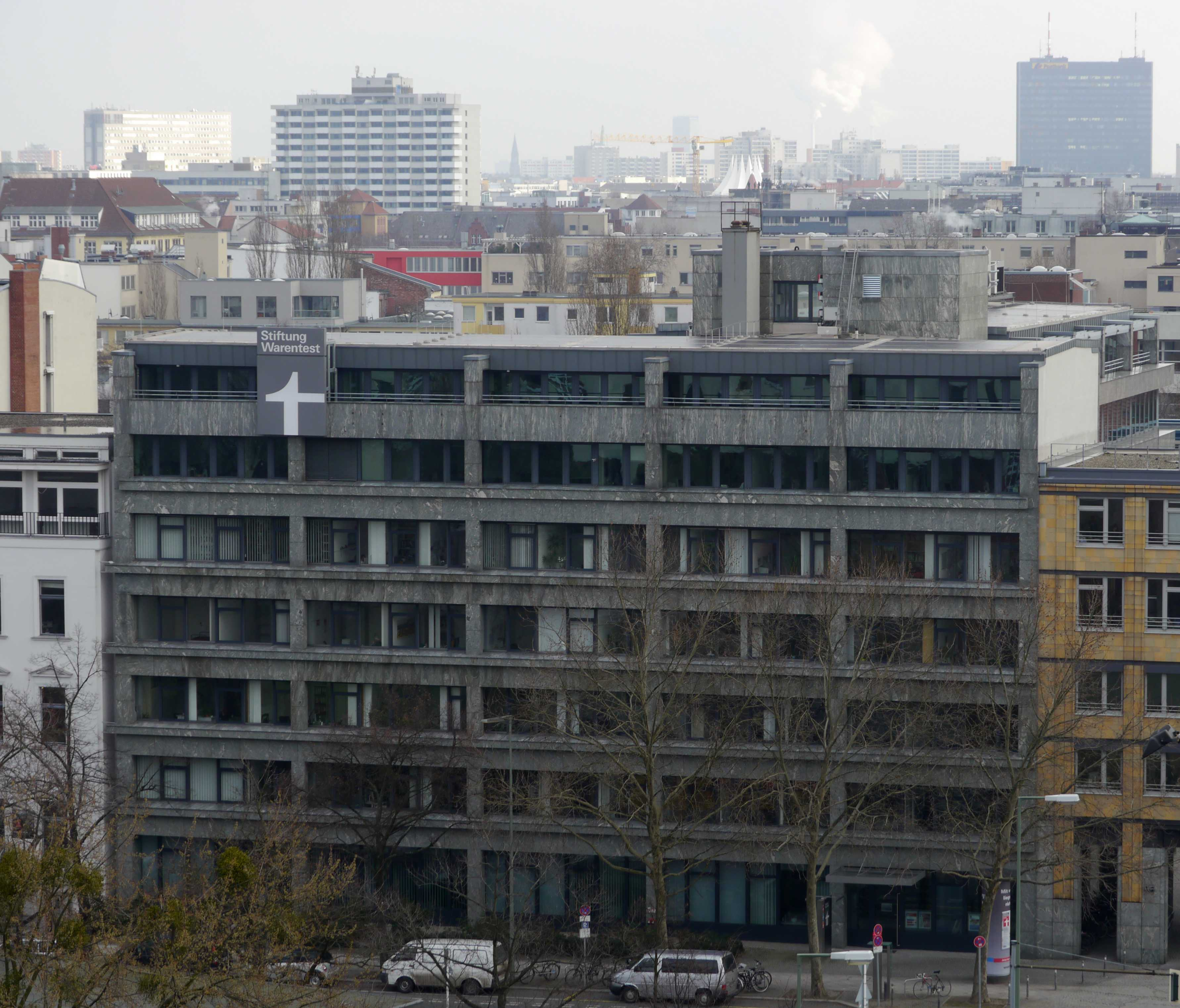
Lützowplatz 11–13[6] (Stiftung Warentest)
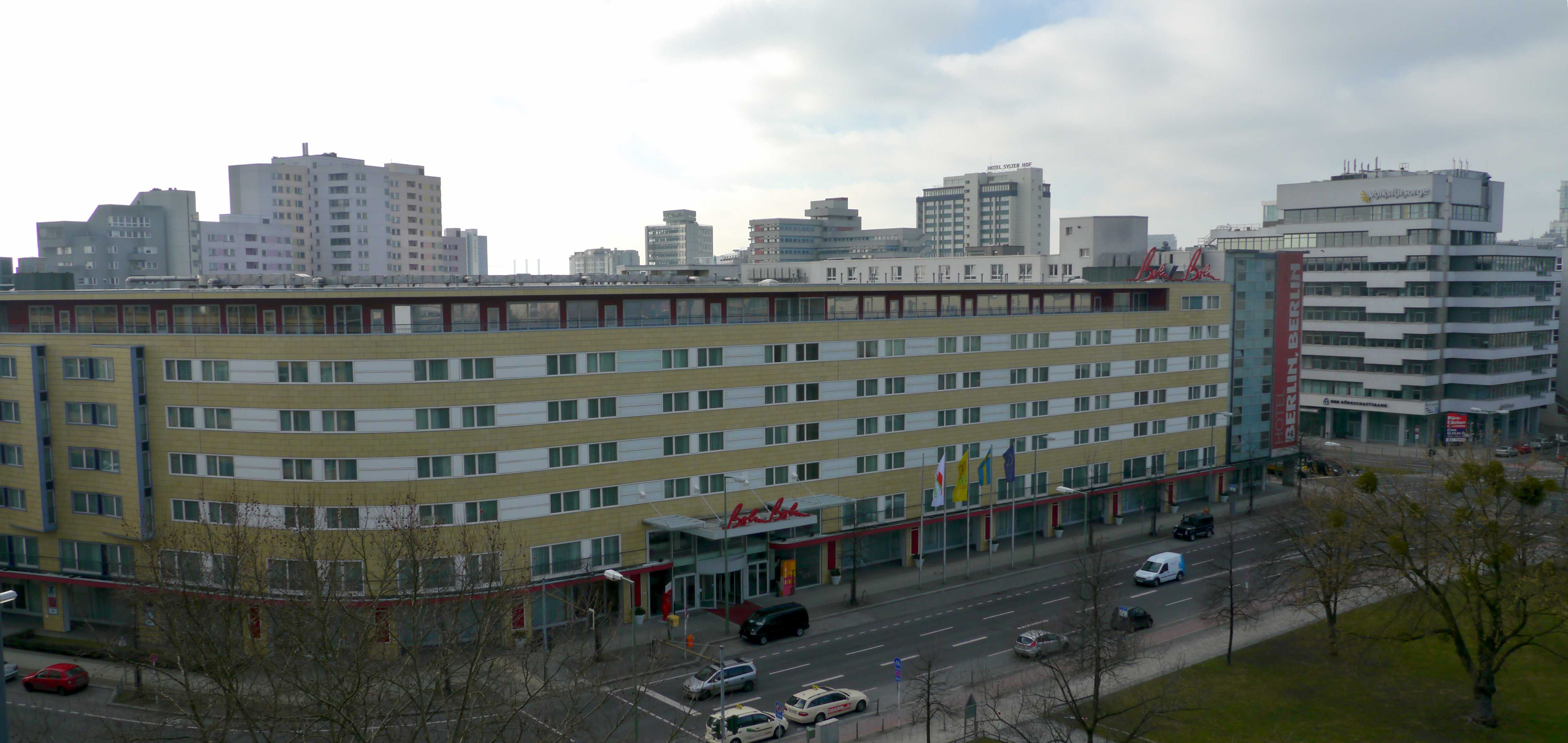
Hôtel Berlin, Berlin (de)
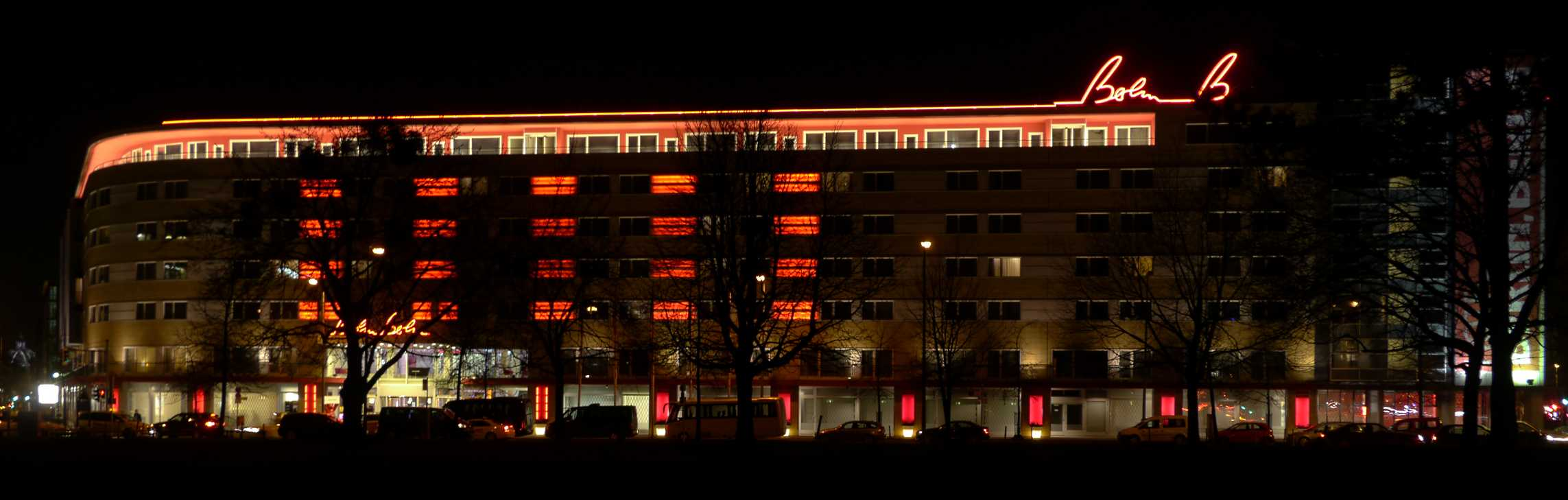
Hôtel Berlin, Berlin le soir avec une façade colorée et lumineuse

Le plus grand bassin de rétention des eaux pluviales de Berlin, d'un volume de 10 000 mètres cubes, se trouve sous la Lützowplatz. En octobre 2017, de nombreux arbres (charmes, célestes, chênes, cordiers, cerisiers, ormes et platanes) doivent être abattus sur la place afin de maintenir la sécurité routière du bassin.
Le plan d'aménagement du territoire de 2015 prévoit la construction d'une station sur la Lützowplatz pour la ligne de métro U3, qui sera prolongée ultérieurement.

## Histoire
Le quartier de l'actuelle Lützowplatz existe jusqu'au milieu du XIXe siècle dans la région de la ville indépendante de Charlottenbourg. De 1845 à 1850, l'ancien fossé de la Landwehr est remplacé par le plus grand, canal de la Landwehr de 22 mètres de large, légèrement déplacé vers le sud au niveau de ce qui deviendra plus tard la Lützowplatz. En 1858, Martin Gropius est l'un des premiers architectes à développer la Villa Heese dans les environs de l'actuelle Lützowplatz.
En 1861, la zone autour de l'actuelle Lützowplatz est incorporée à Berlin dans le cadre du Schöneberger Vorstadt et développée selon le plan Hobrecht entré en vigueur en 1862. En 1867, le développement du quartier entre Nollendorfplatz et Lützowstrasse, également connu sous le nom de quartier de Kielgan (de) du nom du jardinier et propriétaire foncier Georg Friedrich Kielgan, commence avec des immeubles d'habitation et des villas, et la place reçoit son nom le 23 novembre 1869, dans le cadre de la dénomination des places et rues du train des généraux (de) légèrement au sud, du baron Ludwig Adolf Wilhelm von Lützow, décédé 35 ans plus tôt, et qui vivait également à proximité. Elisabeth von Plotho et Armand von Ardenne déménagent près de la Lützowplatz en 1873 après leur mariage. Carl Bolle (de), propriétaire d'une ferme laitière bien connue, vit également à proximité immédiate de la Lützowplatz vers 1880 et y fait initialement paître les vaches de sa laiterie C. Bolle (de).
La Lützowplatz sert longtemps de lieu de stockage de charbon et de bois jusqu'à ce qu'elle soit finalement reliée au Großer Tiergarten grâce à la construction du pont d'Hercule (de) de 1889 à 1890. En 1900, la place est aménagée par Hermann Müchtig et reçoit le 11 octobre 1903, à son extrémité nord, la monumentale fontaine d'Hercule (de), conçue par l'urbaniste Ludwig Hoffmann et le sculpteur Otto Lessing.
L'éditeur de musique Fritz Simrock (1837-1901) et son épouse Clara Simrock (1839-1929) organisèrent des soirées et matinées musicales dans leur salon berlinois, auxquelles assistent, entre autres, les compositeurs Johannes Brahms, Anton Rubinstein, Antonín Dvořák et Max Bruch, faisant de la Lützowplatz un centre musical à Berlin,,
Les Historisch-biographische Blätter (de) sont publiées et éditées vers 1900 par Ecksteins Biografier Verlag, basé à Lützowplatz 6.
Le quartier est populaire auprès d'artistes et de célébrités, tels que Peter Behrens, Joachim Dammer (de), Wilhelm Fließ, Walter Gropius, Rudolf Jacobi (de), Traugott von Jagow, Adolf Jandorf, Willi Huth (de), Alfred Lion., Adolph von Menzel, Julius Meier-Graefe, Alfred von Tirpitz, Anton von Werner et Theodor Wolff. La Lützowplatz connaît son apogée jusque dans les années 1930.
Dans l'ambassade de l'État libre de Brunswick, au 11 Lützowplatz, Adolf Hitler reçoit le 25 février 1932 la citoyenneté allemande. La chancellerie du Führer est initialement créé en 1934 à proximité immédiate de la Lützowplatz sur le Lützowufer.

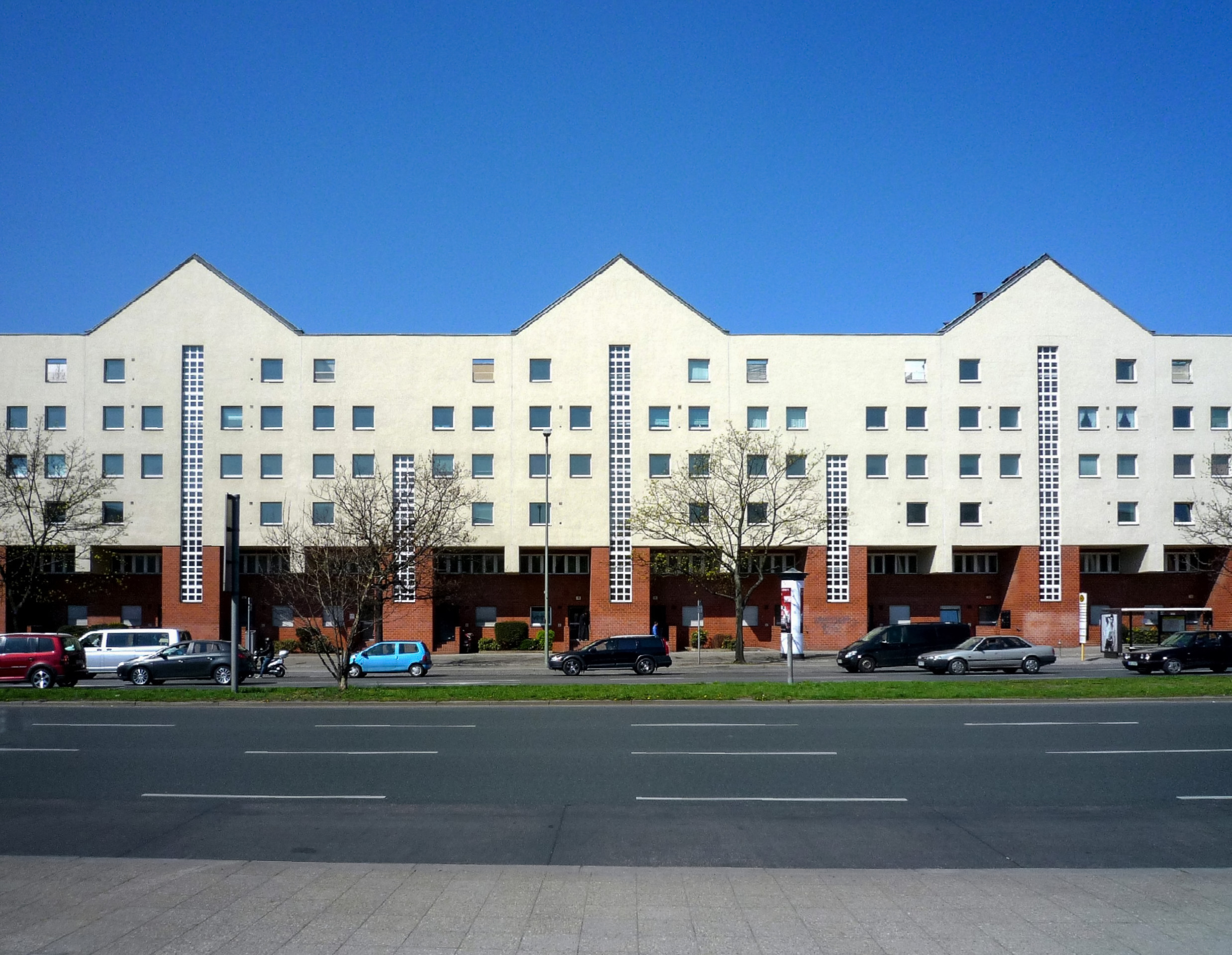
Ancien complexe résidentiel d' Oswald Mathias Ungers - avant démolition en 2013

Pendant la Seconde Guerre mondiale, il y a une position anti-aérienne sur la Lützowplatz. En raison des destructions pendant la guerre, seuls les deux bâtiments résidentiels des 7 et 9 Lützowplatz sont restés sur la Lützowplatz. Le pont d'Hercule est également détruit. En 1950, un nouveau pont à trois voies en béton armé est construit, qui est complété de 1962 à 1964 par un pont à trois voies en béton précontraint - adjacent à l'est.
La maison de la Lützowplatz (de) (Lützowplatz 9) est initialement géré par le bureau d'art du Tiergarten et est utilisé comme centre d'exposition d'art contemporain. L'exposition de livres « Woche des Buches » a lieu pour la première fois à Berlin-Ouest le 24 octobre 1952 dans la maison de la Lützowplatz. Dans les années 1960, le cabarettiste Wolfgang Neuss possède une salle appelée « Domizil » au sous-sol de la maison.
En 1966, la Stiftung Warentest loue plusieurs pièces dans le bâtiment Preussag AG aux numéros 11 à 13 en tant que locataire principal. La fondation achète le bâtiment en 1987 et l'utilise depuis lors comme siège social.
Jusqu'à la réunification allemande, la route fédérale de remplacement S passe au nord-ouest sur le tracé Schillstraße - Lützowufer devant la Lützowplatz.
À l'ouest de la Lützowplatz, un complexe résidentiel de l'architecte Oswald Mathias Ungers, qui fait partie de l'Exposition internationale du bâtiment de 1984 (de), est démoli début 2013 et remplacé par un bâtiment commercial de Modersohn & Freiesleben,. En avril 2018, la Commerzbank a déménagé son siège berlinois de la Potsdamer Strasse vers ce nouveau bâtiment.

## Divers
De 1923 à 1938, une place du quartier berlinois de Lichtenrade porte le nom du baron von Lützow, située à l'intersection de la Paplitzer Straße et de la Lützowstraße.